# Lijst van personen uit Haifa

Wapen van Haifa

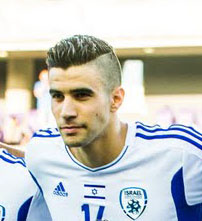
Voetballer Orr Barouch (1991)

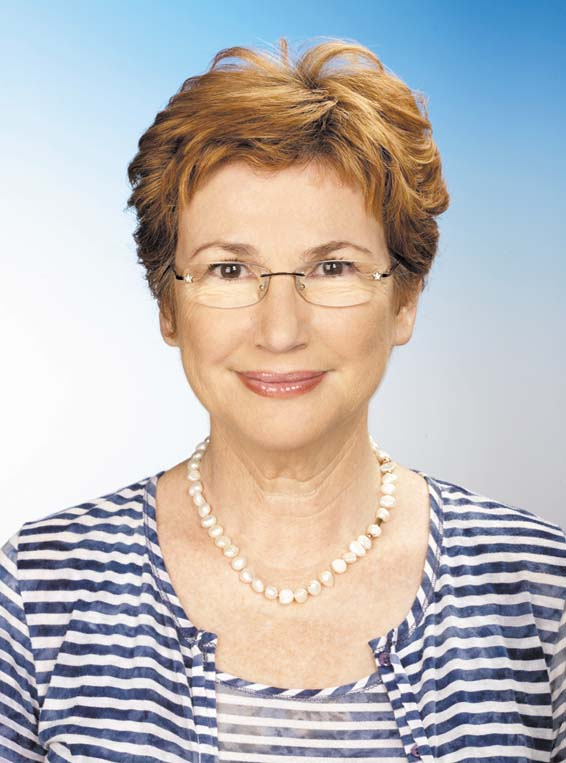
Politica Yael German (1947)

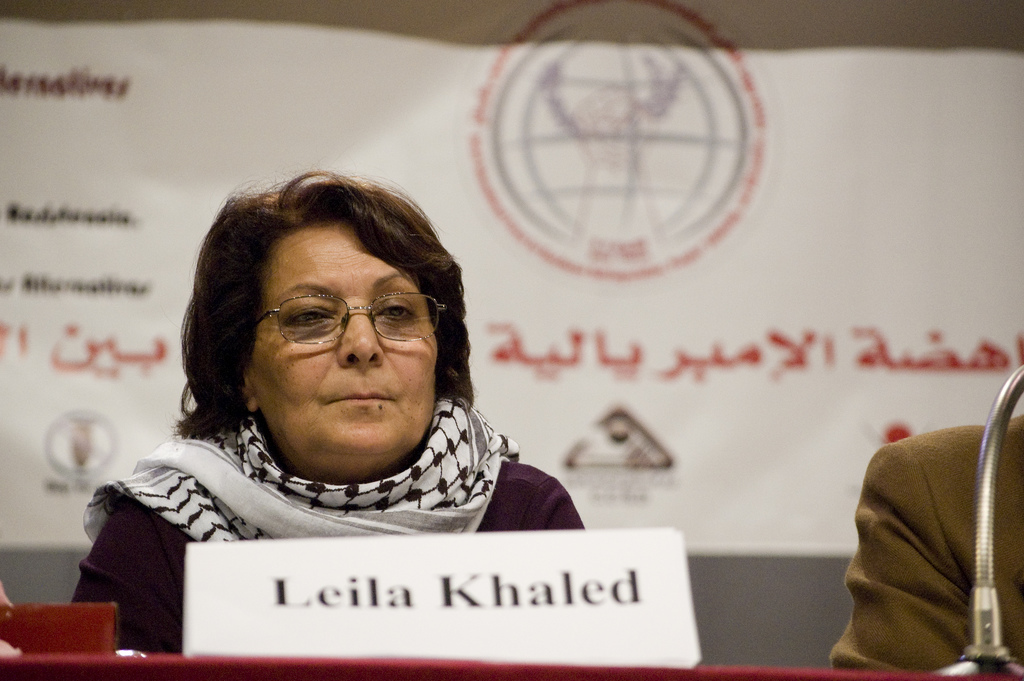
Politica Leila Khaled (1944)

Rabbijn en politicus Uri Lupolianski (1951)

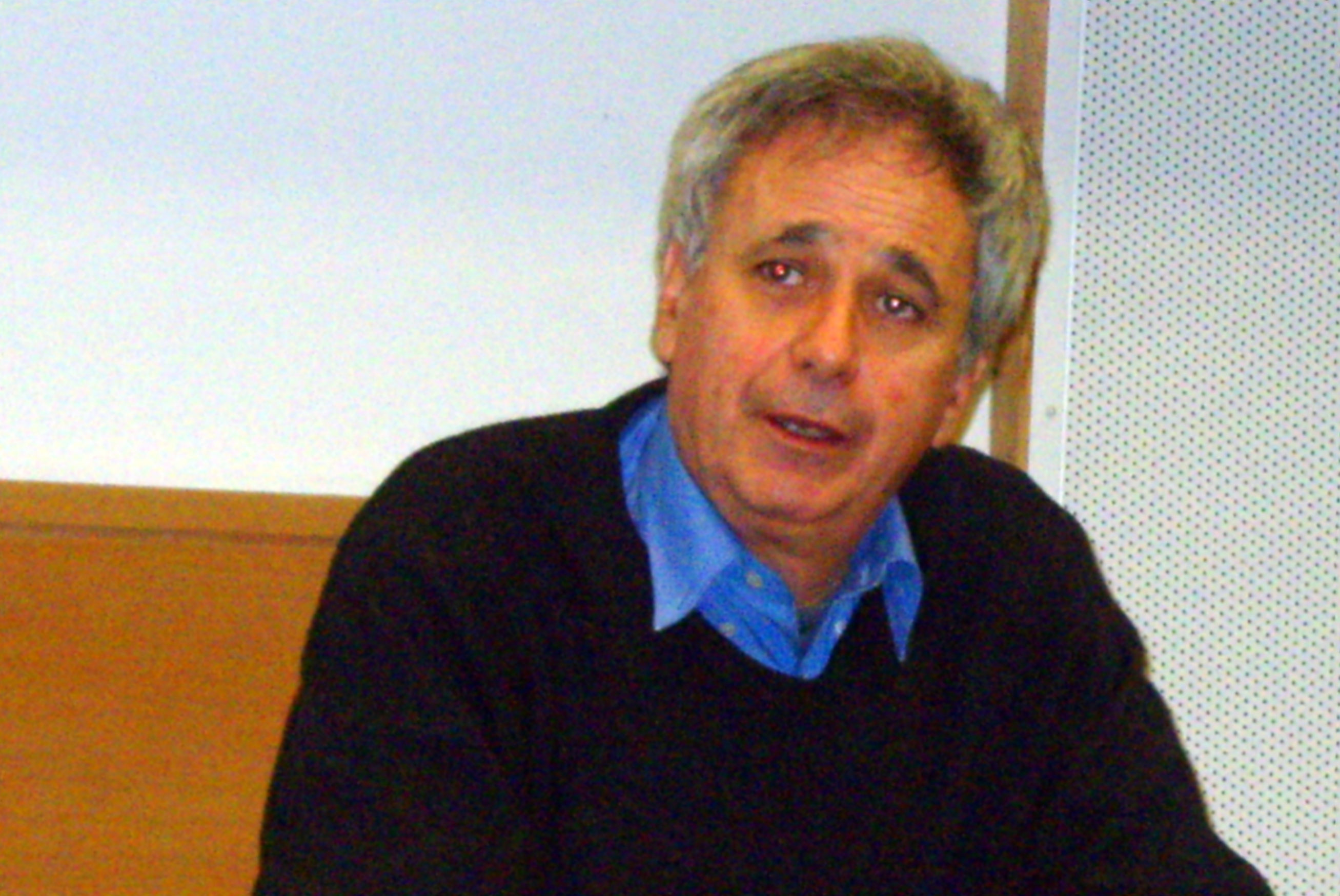
Geschiedkundige Ilan Pappé (1954)

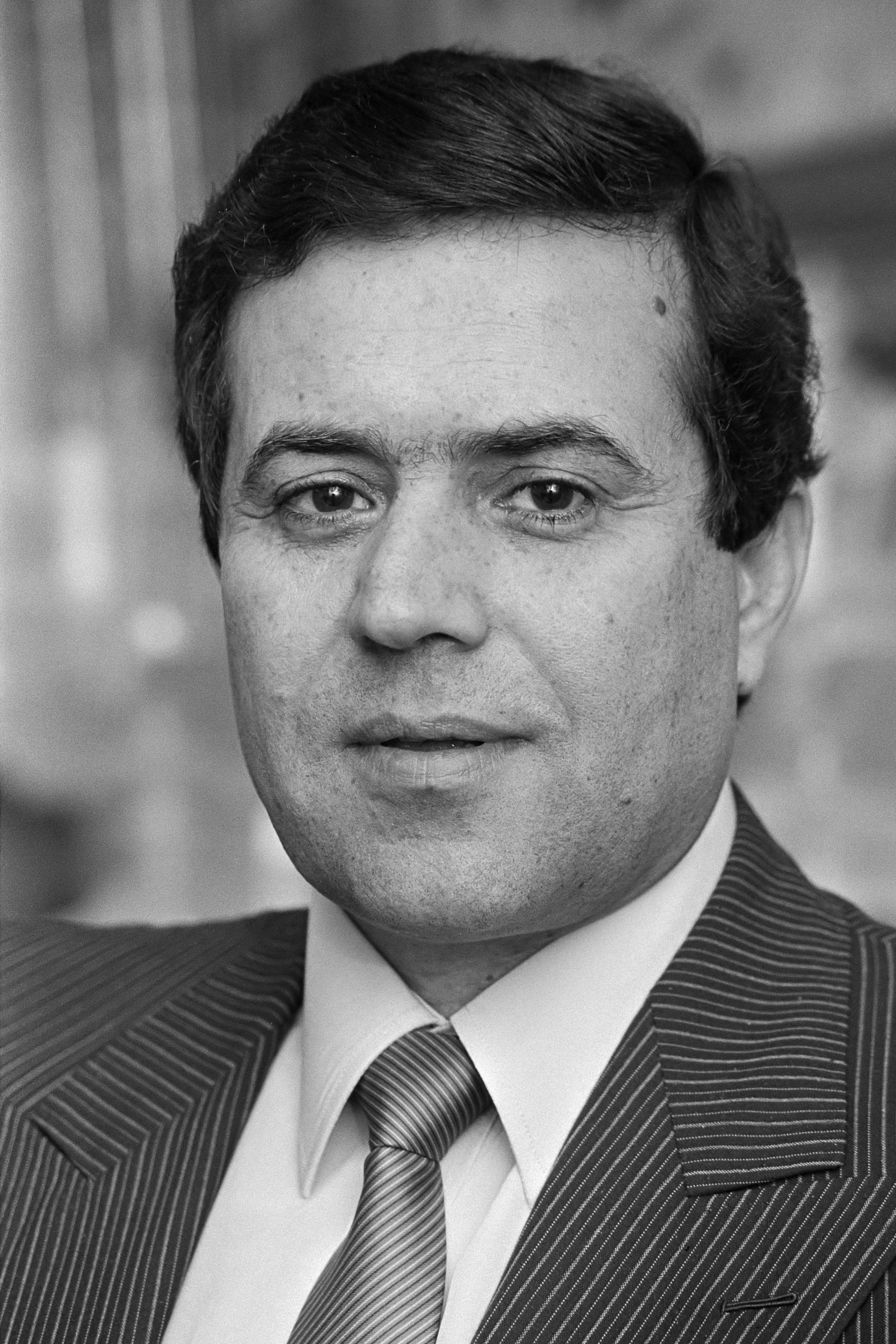
Diplomaat Mahmoud Rabbani (1934-2002)

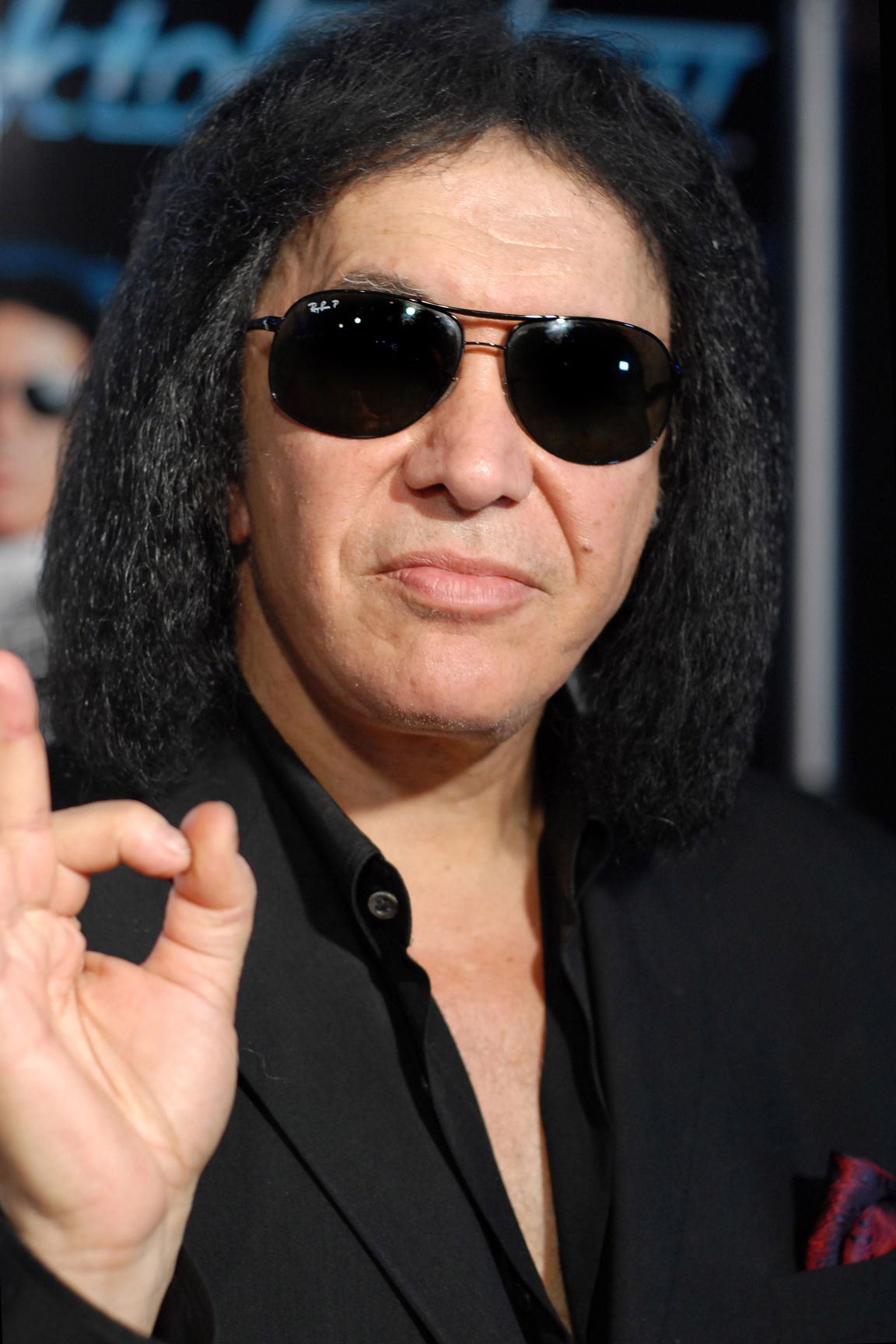
Rockmuzikant Gene Simmons (1949)

Dit is een alfabetische lijst van personen uit Haifa, een stad in Israël. Het gaat om personen die hier zijn geboren.

## A
- Rachel Adatto (1947), gynaecologe, advocate en politica
- Moran Atias (1981), actrice

## B
- Ralph Bakshi (1938), Amerikaans filmregisseur
- Tal Banin (1971), voetballer en -trainer
- Orr Barouch (1991), voetballer
- Arik Benado (1973), voetballer
- Naftali Bennett (1972), politicus (leider van Het Joodse Huis) en voormalig ict-ondernemer

## C
- Aaron Ciechanover (1947), biochemicus en Nobelprijswinnaar (2004)

## D
- David Deutsch (1953), natuurkundige
- Ya'acov Dorchin (1946), beeldhouwer en schilder

## G
- Yael German (1947), politica

## H
- Haya Harareet (1931-2021), actrice
- Tomer Hemed (1987), voetballer
- Daniel Hershkowitz (1953), wiskundige, rabbijn en politicus

## K
- Nasrin Kadri (1986), zangeres
- Leila Khaled (1944), Palestijns terroriste en politica
- Yair Kraidman (1932), schaker

## L
- Uzi Landau (1943), politicus
- Limor Livnat (1950), politica
- Uri Lupolianski (1951), rabbijn en politicus (oud-burgemeester van Jeruzalem)

## M
- Shiri Maimon (1981), zangeres
- Amihai Mazar (1942), archeoloog
- Yaron Mazuz (1962), politicus
- Haim Megrelishvili (1982), voetballer
- Smadar Monsinos (1971), Nederlands actrice

## O
- Noam Okun (1978), tennisser

## P
- Ilan Pappé (1954), geschiedkundige en politiek wetenschapper
- Mattityahu Peled (1923-1995), generaal, vredesactivist en politicus
- Shahar Perkiss (1962), tennisser

## R
- Mahmoud Rabbani (1934-2002), Palestijns diplomaat
- Benjamin Rawitz-Castel (1946-2006), pianist
- Ronny Rosenthal (1963), voetballer
- Moshik Roth (1972), chef-kok
- Odeya Rush (1997), actrice

## S
- Moshe Safdie (1938), architect
- Avital Selinger (1959), Israëlisch-Nederlands volleyballer en -trainer
- Hillel Slovak, gitarist (1962-1988)
- Yousef Sweid, acteur (1976)

## T
- Dudu Topaz (1946-2009), acteur en tv-presentator
- Lea Tsemel (1945), bekend advocaat (verdedigde/-t Palestijnen)
- Amos Tversky (1937-1996), Israëlisch-Amerikaans psycholoog

## V
- Gil Vermouth (1985), voetballer

## W
- Shon Weissman (1996), voetballer
- Eyal Weizman (1970), architect

## Y
- Moshe Ya'alon (1950), generaal en politicus

## Z
- Moshé Zwarts (1937-2019), Nederlands architect